# 도미니크 비방 드농
도미니크 비방 드농(Dominique Vivant Denon, 1747년 1월 4일 ~ 1825년 4월 27일)은 프랑스의 예술가이자 작가, 외교관, 고고학자이다. 드농 남작(Baron Denon)으로도 불린다. 그는 나폴레옹에게 이집트 시리아 원정을 떠난 후 루브르 박물관의 첫 번째 관리자로 임명되었었다. 그의 저서인 Voyage dans la basse et la haute Egypte(이집트의 북쪽과 남쪽 여행, 1802)은 현대 이집트학의 기초이다.
18세기 말부터 19세기 초에 이르는 프랑스 예술과 문화의 중심인물 중 하나로 손꼽힌다. 외교관이자 행정가이면서 박물관학과 미술사의 선구자로서 루브르박물관 초대 관장으로 널리 알려졌다. 특히 이집트 전문가로서 명성을 쌓았으며, 프랑스 박물관의 컬렉션을 풍부하게 만드는 데 큰 기여를 했다. 그림에 조예가 깊어 예술품을 수집하는 것 외에 직접 그림을 그리기도 했다. 또한 문학적 재능을 발휘해, 단 한 편의 단편소설로 프랑스문학사에서 중요한 자리를 차지했다. 외교관으로 활동하면서 프랑스와 다른 국가 간의 관계를 개선하고 유지하는 데에도 기여했다. 그의 사교적인 성격과 독특한 매력은 귀족 사교계에서 널리 알려졌다. 누구에게나 친근하고 화목한 분위기를 조성하는 능력으로 귀족 부인들의 살롱에서는 항상 환영받는 인물로 자리매김했다. 그의 생애는 예술과 문학, 외교 등의 다양한 영역에서의 활약으로, 프랑스 문화사에 독특한 반향을 남겼다.